# Черемисиново (станция)
Это статья о железнодорожной станции. О населённом пункте см. Черемисиново.
Череми́синово — железнодорожная станция однопутной тепловозной линии Курск — Воронеж, расположена в 86 км от Курска в посёлке Черемисиново Курской области. Станция относится к Орловско-Курскому региону Московской железной дороги.

## Движение поездов

### Пригородное сообщение
Пригородное сообщение осуществляется по направлениям:
- Курск — Касторная
- Курск — Ливны
- Курск — Воронеж

### Поезда дальнего следования
| № поезда | Маршрут движения | № поезда | Маршрут движения |
| -------- | ---------------- | -------- | ---------------- |
| 109      | Анапа — Москва   | 110      | Москва — Анапа   |

83.            Москва - Адлер. 84.       Адлер Москва 